# フェリー琉球
フェリー琉球（フェリーりゅうきゅう）は、沖縄県離島海運振興が所有、久米商船が運航しているフェリー。

## 概要
フェリーなはの代船として臼杵造船所で建造され、2012年7月14日に就航した。就航前の7月11日には、泊ふ頭旅客ターミナルで就航記念式典が開催され、翌12日は久米島兼城港で内覧会が実施された。

### 航路
- 那覇港（泊ふ頭旅客ターミナル） - 渡名喜港（渡名喜島） - 兼城港（久米島）

本船とフェリー海邦が就航する。午前便・午後便の1日2往復が運航されている。毎週月曜日は午後便が運休となる。

## 設計
船体は4層構造で、上部から操舵室、2層の客室、車両甲板となっている。船首と船尾中央にランプウェイを装備する。前船より大型・高速化し、直行便の航海時間が25分短縮された。スプリット船尾の採用により推進効率の向上も図られている。本航路の就航船として初めてフィンスタビライザーを装備、船体の動揺を低減して旅客の快適性を向上した。船内は高齢者や身障者に対応した客室、多機能トイレ、車いす対応エレベーターなどのバリアフリー設備を備えるほか、小規模離島優先席、女性専用室、ペット同伴室が設けられている。

## 船内

### 船室
- 特別室（和室・洋室） - 通常は販売されない
- 2等椅子席
- 2等カーペット席
- 2等バリアフリー席

### 設備
- 展望ラウンジ（2F船首）
- 授乳室
- ペットルーム